# بانک مرکزی هند

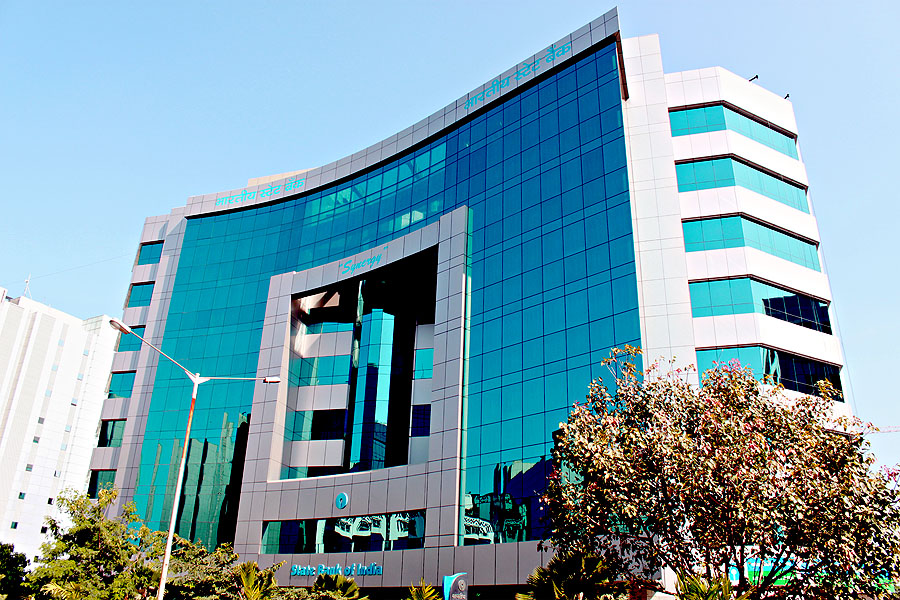
شعبه‌ای از بانک مرکزی هند در بمبئی

بانک مرکزی هند (به انگلیسی: State Bank of India) شرکت خدمات مالی و بانکداری هندی است، که بیش از ۵۰۱ میلیارد دلار دارایی داشته و با در اختیار داشتن ۱۵٫۰۰۳ شعبه در هند و ۱۵۷ شعبه در کشورهای دیگر، به‌عنوان بزرگترین شرکت خدمات مالی و بانکداری در کشور هند شناخته می‌شود.
شعبه مرکزی این بانک در شهر بمبئی، مهاراشترا، هند قرار دارد و بخشی از سهام آن در بازار بورس بمبئی، بورس ملی هند و بورس لندن معامله می‌شود. بانک مرکزی هند در سال ۲۰۱۲ در فهرست فورچون جهانی ۵۰۰ در رتبه ۲۸۵ از بزرگترین شرکت‌های جهان قرار گرفت.